# Mónica Vergara
Mónica Vergara Rubio (2 de maio de 1983) é uma ex-futebolista mexicana que atuava como defensora.

## Carreira
Mónica Vergara representou a Seleção Mexicana de Futebol Feminino, nas Olimpíadas de 2004. 